# Caricea falculata
Caricea falculata är en tvåvingeart som först beskrevs av Collin 1963.  Caricea falculata ingår i släktet Caricea och familjen husflugor. Inga underarter finns listade i Catalogue of Life.